# Copa Barcelona-Trofeu General Orgaz
La Copa Barcelona-Trofeu General Orgaz va ser una competició de basquetbol disputada anualment, que es va celebrar entre els anys 1940 i 1953. Va ser creada per la Federació Catalana de Basquetbol rebent el nom de Luis Orgaz, Capità General del IV Regió Militar, qui va aportar el trofeu. A les darreries de la competició també se la conegué com a Copa Cataluña.

## Edicions
La primera edició es va celebrar la temporada 1940-41, i hi van participar vint-i-dos equips. El torneig es va disputar per eliminatòries a doble partit. La final la van disputar el Club Joventut Badalona i la Unió Manresana a l'acabada d'estrenar pista de l'Espanyol, a Sarrià, resultant guanyador l'equip manresà per 20 a 21.
La cinquena edició, la de la temporada 1944-45, va incloure com a novetat la seva celebració simultània a la del Campionat de Catalunya, tal com ja es feia en altres esports. En aquella edició una de les semifinals l'havien de jugar el Barcelona i l'Espanyol, però els dos clubs barcelonins es van retirar per diferents motius. El partit de l'altre semifinal, la que enfrontava el Montgat amb el Laietà, es va considerar com la final del torneig, i va necessitar dues pròrrogues per resoldre's. La darrera edició la va guanyar el Club Joventut Badalona, derrotant a la final al Círcol de Badalona per 54 a 21, quedant-se el trofeu en propietat per haver-lo guanyat tres anys de manera consecutiva.
La temporada 1952-53 començaren les eliminatòries de la "Copa Cataluña" que, per falta de dates", acabà en el mes de setembre de la temporada següent. A la final, celebrada a Vic, van arribar el Joventut i l'Espanyol, proclamant-se campió aquest darrer per 40 a 30. Aquesta edició no va rebre el nom del General, però clarament suposava una continuació del mateix trofeu.
| Edició | Temporada | Data       | Campió            | Resultat | Finalista         | Seu                               | Refs          |
| ------ | --------- | ---------- | ----------------- | -------- | ----------------- | --------------------------------- | ------------- |
| I      | 1940-1941 | 22-12-1940 | Unión Manresana   | 21–20    | Joventut Badalona | Camp RCD Espanyol, Barcelona      | [ 10 ] [ 11 ] |
| II     | 1941-1942 | 03-12-1941 | FC Barcelona      | 35–22    | CB Hospitalet     | Gran Price, Barcelona             | [ 12 ]        |
| III    | 1942-1943 | 30-04-1943 | FC Barcelona      | 30–21    | CB Hospitalet     | Gran Price, Barcelona             | [ 13 ] [ 14 ] |
| IV     | 1943-1944 | 12-11-1943 | FC Barcelona      | 41–36    | RCD Espanyol      | Gran Price, Barcelona             | [ 15 ] [ 16 ] |
| V      | 1944-1945 | 29-07-1945 | CD Laietà         | 61–59    | UE Montgat        | Camp UE Montgat, Montgat          | [ 17 ] [ 18 ] |
| VI     | 1945-1946 | 19-09-1946 | UE Montgat        | 59–38    | CC Hospitalet     | Pista Gran-Vía, Barcelona         | [ 19 ]        |
| VII    | 1946-1947 |            |                   |          |                   |                                   |               |
| VIII   | 1947-1948 | 16-05-1948 | UE Montgat        | 53–30    | FC Barcelona      | Círcol Catòlic, Badalona          | [ 20 ] [ 21 ] |
| IX     | 1948-1949 | 30-09-1948 | FC Barcelona      | 30–27    | CB Sant Josep     | Camp del CE Laietà, Barcelona     | [ 22 ]        |
| X      | 1949-1950 | 29-07-1950 | Joventut Badalona | 39–33    | CB Sant Josep     | Camp de la UGE Badalona, Badalona | [ 23 ]        |
| XI     | 1950-1951 | 08-12-1950 | Joventut Badalona | 47–41    | FC Barcelona      | Les Arenes, Barcelona             | [ 24 ]        |
| XII    | 1951-1952 |            | Joventut Badalona | 54–21    | Círcol Catòlic    |                                   | [ 8 ]         |

1. ↑  Inicialment aquest partit corresponia a la semifinal anada de la competició. Els altres dos semifinalistes, Barcelona i Espanyol, es retiraren del torneig. També es decidí no jugar la tornada de la semifinal al camp del Laietà, restant aquest club com a campió de la competició.